# Eugenia Mantelli
Eugenia Mantelli (Firenze, 1860 – Lisbona, 3 marzo 1926) è stata un mezzosoprano italiana che ha avuto una prolifica carriera in Europa, negli Stati Uniti e in Sud America dal 1880 fino alla prima parte del XX secolo.
Possedeva una voce calda e flessibile con un'ampia gamma vocale che le consentiva di cantare in ruoli normalmente associati a contralti e soprani. In effetti, durante la sua vita è stata spesso identificata come mezzosoprano o contralto dai critici musicali senza molta coerenza. Sebbene avesse un'eccellente tecnica vocale e una qualità del suono eccezionalmente bella, le sue doti come attrice e interprete erano solo mediocri.

## Biografia
I suoi genitori erano entrambi insegnanti di canto, da cui ha ricevuto la prima formazione musicale. Compì gli studi musicali al Conservatorio Giuseppe Verdi di Milano, diplomandosi nel 1877 in canto e pianoforte; debuttò al Teatro Nacional de São Carlos nel 1883 in Les Huguenots di Giacomo Meyerbeer, nel ruolo di Urbain. Nello stesso anno ha cantato nel ruolo di Kaled in Le roi de Lahore di Jules Massenet al Teatro Sociale di Treviso. Da qui iniziò un tour di concerti di grande successo in Germania, Italia, Argentina e Brasile con il tenore Julian Gayarre.
Nel novembre 1887 cantò nel ruolo di Adalgisa nella Norma di Vincenzo Bellini al Teatro Costanzi di Roma. Sono seguite diverse apparizioni al Teatro di San Carlo di Napoli, tra cui nel Don Carlo di Giuseppe Verdi con Adalgisa Gabbi, José Oxilia, Giuseppe Kaschmann e Auguste Boudouresque. 
Nel 1889 entra a far parte della compagnia che inaugura il Teatro Argentino de La Plata a Buenos Aires. Ha cantato con la compagnia sia a Buenos Aires che al Teatro Solis di Montevideo, in particolare con Mattia Battistini nelle rappresentazioni de La favorita, Amleto, La forza del destino e Gli Ugonotti (la versione italiana di Les Huguenots).
Nel 1894 Mantelli si unì al roster del Metropolitan Opera di New York City, facendo la sua prima apparizione come Amneris nell'Aida di Verdi il 23 novembre. Rimase fino alla fine della stagione 1899-1900. Uno dei suoi ruoli di maggior successo al Met fu Léonor in La favorita, al Covent Garden nel 1896. Lasciò il Met nel 1900 poco prima di sposare suo marito. Sebbene tornò brevemente al Met nel 1903 e apparve in alcune produzioni vaudeville all'inizio del 1900, trascorse la maggior parte della sua carriera rimanente esibendosi al Teatro Nacional de São Carlos. 
Dopo essersi ritirata dal palco, è rimasta a Lisbona dove ha insegnato canto per molti anni.

## Incisioni
La voce di Eugenia Mantelli si può ascoltare in "The Record of Singing, volume 1". 
Nella sopracitata raccolta antologica edita da EMI, v'è la registrazione (USA 1904-5) di "Faites-lui Mes Aveux" tratto dal Faust di Gounod; la performance di Eugenia Mantelli è in lingua italiana.

## Repertorio
| Ruolo        | Titolo               | Autore      |
| ------------ | -------------------- | ----------- |
| Adalgisa     | Norma                | Bellini     |
| Marta        | Mefistofele          | Boito       |
| Leonora      | La favorita          | Donizetti   |
| Nancy        | Martha               | Flotow      |
| Sièbel       | Faust                | Gounod      |
| Stéphano     | Romeo e Giulietta    | Gounod      |
| Lola         | Cavalleria rusticana | Mascagni    |
| Kaled        | Il re di Lahore      | Massenet    |
| Urbano       | Gli ugonotti         | Meyerbeer   |
| Fidès        | Il profeta           | Meyerbeer   |
| Seconda Dama | Il flauto magico     | Mozart      |
| Dalila       | Sansone e Dalila     | Saint-Saëns |
| Gertrude     | Amleto               | Thomas      |
| Maddalena    | Rigoletto            | Verdi       |
| Azucena      | Il trovatore         | Verdi       |
| Preziosilla  | La forza del destino | Verdi       |
| Eboli        | Don Carlo            | Verdi       |
| Amneris      | Aida                 | Verdi       |
| Emilia       | Otello               | Verdi       |
| Ortrud       | Lohengrin            | Wagner      |
| Siegrune     | La Valchiria         | Wagner      |